# 斯泰波韋 (特諾皮爾州)
49°19′46″N 25°15′12″E / 49.32944°N 25.25333°E
斯泰波韋（羅馬化：Stepove）是烏克蘭的村落，位於該國西部捷爾諾波爾州，由捷尔诺波尔区負責管轄，始建於1876年，面積9.21平方公里，海拔高度381米，2001年人口185，人口密度每平方公里20.1人。